# Sumbermulyo (Sale)
Sumbermulyo is een bestuurslaag in het regentschap Rembang van de provincie Midden-Java, Indonesië. Sumbermulyo telt 1766 inwoners (volkstelling 2010).